# هسته‌جوک
هسته‌جوک، روستایی است از توابع بخش قطور و در شهرستان خوی استان آذربایجان غربی ایران.

این روستا در دهستان قطور قرار داشته و بر اساس سرشماری سال ۱۳۸۵ جمعیت آن ۵۰۳ نفر (۱۰۱ خانوار)
بوده‌است.